# 올레 뢰머
올레 크리스텐센 뢰머(덴마크어: Ole Christensen Rømer 올레 크리스텐센 뢰메르[*], 1644년 9월 25일 ~ 1710년 9월 23일)는 덴마크의 천문학자이다. 빛의 속도가 유한하다고 생각하고, 이를 처음으로 측정하였다. 그는 1672년에 파리 시의 왕립 천문대로 초청되어 그곳에서 목성에 의한 위성의 식을 관찰하였다. 그것들을 통해 빛의 속도는 유한하다고 생각하였고 빛의 속도를 처음으로 측정하였다. 1679년에는 영국을 방문하면서 아이작 뉴턴, 존 플램스티드, 에드먼드 핼리와 같은 유명 인사를 만났고 1710년에 덴마크 코펜하겐에서 사망하였다.

## 생애

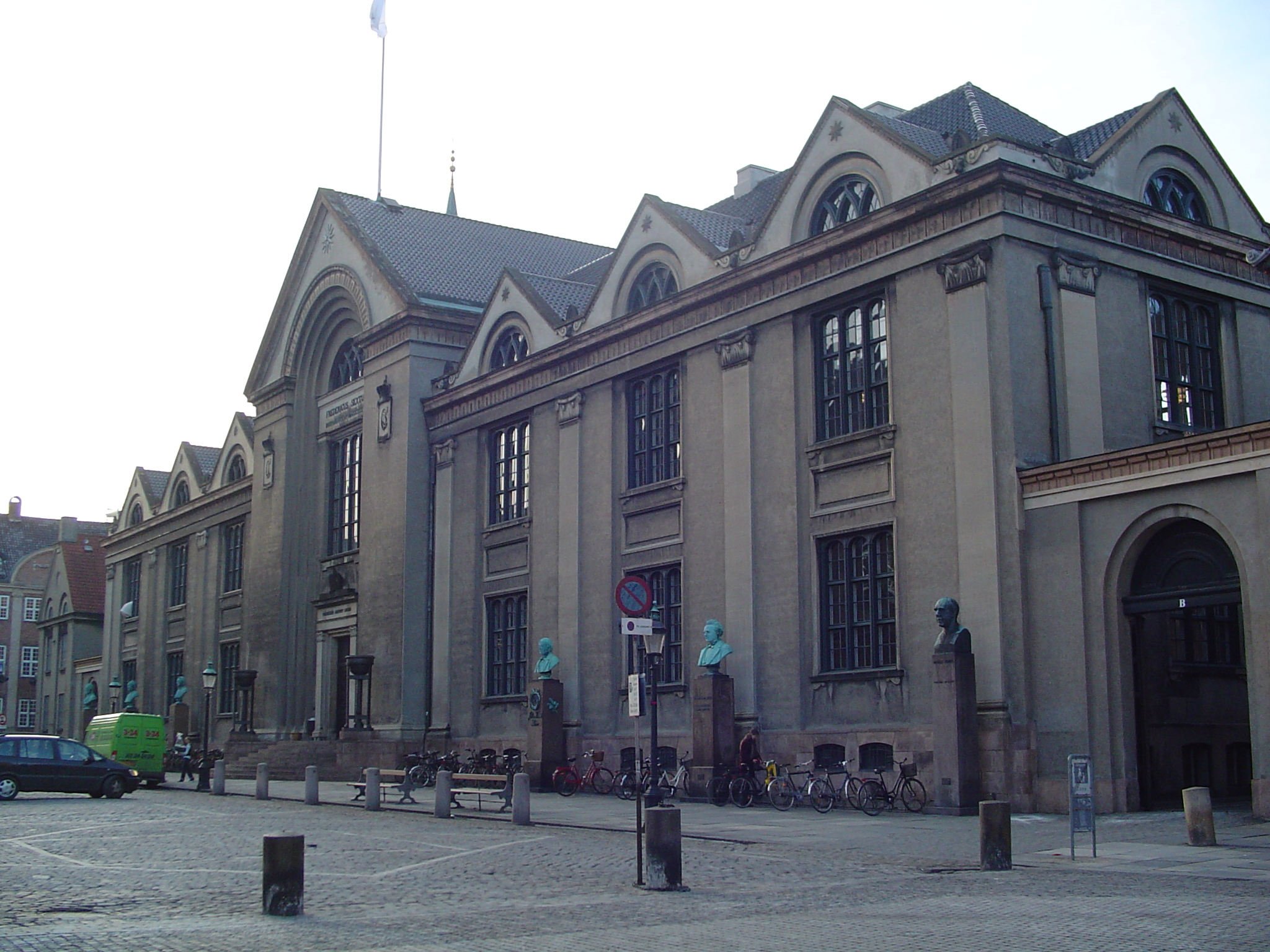
뢰머가 다닌 코펜하겐 대학교.

1644년 윌란반도의 오르후스에서 크리스텐 페데르센(Christen Pedersen)과 안나 올루프스다테르 스토름(Anna Olufsdatter Storm) 사이에서 태어났다. 크리스텐 페더슨은 자신과 같은 이름을 가진 사람들로부터 자신이 구별될 수 있게 아들에게 덴마크의 뢰뫼섬에서 이름을 딴 ‘뢰머’라는 이름을 지었다. 뢰머는 1662년 코펜하겐 대학교에 입학하였고 복굴절을 발견한 라스무스 바르톨린의 지시로 티코 브라헤의 수기를 편집하는 일을 맡았다. 1671년 장 피카르가 티코 브라헤에 대해서 조사하기 위해 코펜하겐 대학교를 방문하였을 때 안내역을 맡은 것이 계기가 되어 1672년 파리시의 왕립 천문대 로 초청되고 이와 동시에 프랑스 과학 아카데미의 회원이 되었다.
파리시에서 그는 1675년부터 목성에 의한 위성의 식을 관측하여 식에 걸리는 시간이 지구가 목성과 가까워 질 때는 이론치에 비해 짧고 지구가 목성과 멀어질 때는 길어진다는 사실을 알게 되었다. 그는 이 현상이 빛의 속도가 유한하기 때문이라고 생각하고, 빛의 속도를 계산하여 1676년에 이를 논문으로 발표하였다. 그의 관측에 따르면 지구와 목성이 충의 위치에 있을 때 목성과 목성의 위성 이오의 식이 일어나는 시간은 이론치에 비해 11분 늦어졌고, 합의 위치에 있을 경우 11분 빨라졌다. 따라서 빛이 지구 궤도의 지름을 통과하는 데 22분이 걸린다는 결론을 내렸으며, 이를 통해서 빛의 속도를 계산할 수 있었다.

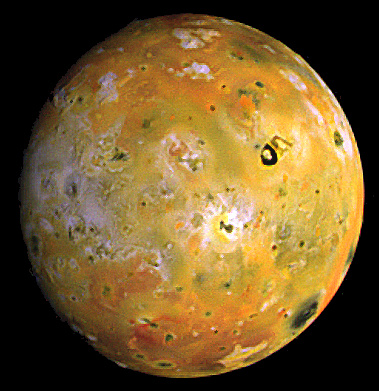
목성의 위성 이오.

1679년 뢰머는 영국으로 갔고, 그곳에서 아이작 뉴턴, 존 플램스티드, 에드먼드 핼리와 같은 유명 인사들을 만날 수 있었다. 1681년에 덴마크로 돌아온 그는 코펜하겐 대학교의 수학 교수와 부설 천문대 대장을 맡았다. 같은 해 바르톨린의 딸인 앤 마리 바르톨린과 결혼했다. 뢰머는 왕실 수학자로서, 1683년 덴마크에서 무게와 측정에 대한 첫 전국적인 체계를 도입했다. 1698년에는 ‘피트’ 단위를 바탕으로 한 보다 정확한 국제적인 표준이 채택되었다. 그 후 길이와 부피의 표준 규격에 대한 측정은 매우 정확해졌다. 그의 목표는 진자를 이용하고 천문학적인 상수를 기본으로 한 정의를 내리는 것이었지만 이것은 그의 죽음 이후에 이루어졌다.
1700년 뢰머는 티코 브라헤가 주장했던 덴마크 노르웨이의 그레고리력을 왕에게 소개했다. 또 뢰머는 첫 온도 단위 중 하나를 개발했다. 파렌하이트는 1708년에 뢰머를 방문하여 뢰머 단위를 개선했는데 이 때 요즈음에도 몇몇 나라에서 사용되는 화씨 온도 단위를 만들게 되었다. 코펜하겐 대학교에서 재직하면서 그는 자오환이나 적도의 등을 고안했다. 1704년 코펜하겐 근처에 투스크란 천문대를 건축하여 많은 관측을 하였으나 관측 자료는 1728년 코펜하겐 화재로 소실되었다. 현재에는 그때 당시 전직 조교였던 페더 호레보우가 뢰머의 관측에 대해 쓴 자료밖에 남아있지 않다.
1705년에는 코펜하겐의 시장을, 1707년에는 의회 의장을 지냈다. 그는 사람들의 사기가 매우 낮다고 생각하여 모든 사람들의 사기를 볻돋아 주었다. 그는 코펜하겐의 첫 가로등을 만든 발명가였고 코펜하겐의 거지, 가난한 사람, 실직자 그리고 매춘부를 돕기 위해 열심히 노력하였다.
또 코펜하겐에서 집을 짓는 규칙을 만들어 하수구를 정비해 물 공급을 원활히 하였고, 소방서에 더 좋은 장비를 구축해 주었다. 그 규칙은 도로와 광장의 도로를 포장하는 데에도 큰 도움이 되었다.
뢰머는 총 2번 결혼했으며, 두 부인 모두 유명한 과학자가 많기로 유명한 바르톨린 가의 여자였다. 그의 장인인 라스무스 바르톨린은 그의 형제인 한스 바르톨린과 함께 집을 지었고, 뢰머는 그 근처에 Tusculanum 개인 천문대를 지었다.
1710년 코펜하겐에서 67세의 나이로 사망하였다.

## 빛의 속도 측정

### 배경
경도를 측정하는 방법은 지도를 만들 때나 항해를 할 때 매우 중요한 문제였다. 스페인의 필립 3세는 육지가 보이지 않는 바다에서의 경도를 측정하는 방법을 구하는 사람에게 상금을 걸었다. 갈릴레오는 목성 위성들의 식을 이용하여 시간과 경도를 측정하는 방법을 제안했다(하지만 이 방법은 정확한 시계가 발명되기 이전인 18세기까지는 더 발전되지 못했다). 갈릴레오는 이 방법을 스패인 왕실에 제안했는데, 배에서 위성의 식을 관측하기 어렵다는 이유 때문에 실용적이지 못하다는 결과를 들었다. 그러나 이 방법을 조금만 수정하면 육지에서는 좋은 결과를 만들 수 있었다.
이탈리아 천문학자인 조반니 도메니코 카시니는 갈릴레이 위성의 식을 이용하여 경도를 측정하는 방법을 개발했고, 주어진 위치에서 언제 식이 보일지를 예측하는 표를 발표했다. 그는 프랑스의 루이 14세에게 파리 천문대(Observatoire de Paris)을 창설하라는 부탁을 받았고, 그는 그 곳에서 남은 일생을 바쳤다.
카시니가 파리에서 한 첫 번째 일 중 하나는 프랑스인 장 피카르(프랑스어: Jean Picard)를 우라니보르그(uraniborg)에 있는 티코 브라헤의 옛 실험실로 보낸 것이다. 피카르는 카시니가 파리에서 목성 위성의 식이 일어난 시간을 기록할 동안 우라니보르그에서의 목성의 식을 관찰하고 그 시간을 기록하는 일을 맡았다. 피카르는 식이 끝나는 시간을 우라니보르그에서 오후 9시 43분 54초라고 기록을 했고, 카시니는 파리에서 오후 9시 1분 44초라고 기록을 했다. 두 도시에서 식이 끝난 시간의 차이인 42분 10초를 이용하여 파리와 우라니보르그 사이의 경도가 10° 32’ 30’’이라고 계산했다. 피카르는 관측을 할 때 덴마크인인 올레 뢰머에게 도움을 받았고, 올레 뢰머와 같이 그리니치 천문대에 간 것을 보아 그의 보조 능력을 매우 크게 보았던 것 같다.

### 목성의 위성, 이오의 식

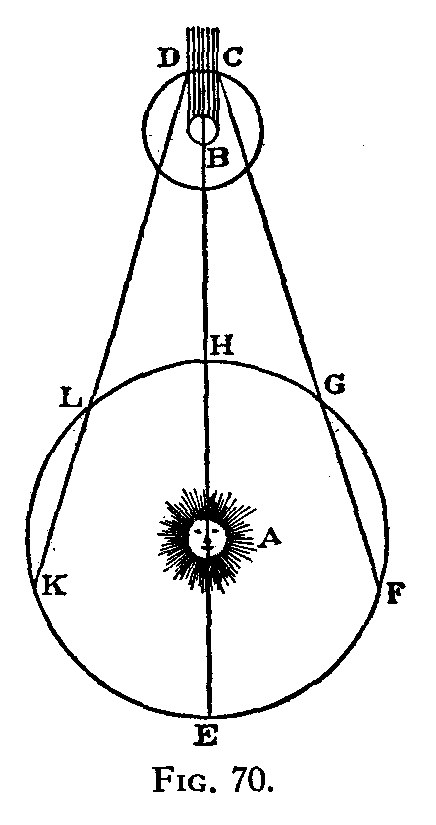
뢰머는 지구가 목성의 이오를 향해 가는 움직임(F에서 G로)과 지구가 목성의 이오에 반대되는 움직임(L부터 K)을 설명하고 있다.

이오는 1610년에 갈릴레오에 의해 발견이 되었고, 4개의 목성의 위성 중 가장 안쪽을 돌고 있는 위성이다. 뢰머와 카시니는 이오를 ‘목성의 첫 번째 위성’이라 불렀다. 이오는 목성을 42시간 반에 한 바퀴를 돌았고, 이오의 공전 궤도는 목성이 태양을 도는 궤도와 매우 가까이 위치한다. 이 때문에 이오는 목성의 그림자에 의해 가려질 때가 있는데, 이것을 ‘식’이라 부른다.
지구에서 바라봤을 때, 이오의 식은 두 가지 방법으로 관측이 가능하다.
```
    1.Immersion: 
이오
가 보이다가 안 보일 때, 
이오
가 
목성
의 그림자 안으로 들어갈 때
    2.Emergence: 
이오
가 안 보이다가 보일 때, 
이오
가 
목성
의 그림자에서 나올 때
```

지구에서는 목성이 둘 중 적어도 한 개가 일어나는 것을 가로막기 때문에 동일한 식의 immersion과 emergence를 동시에 볼 수 없다. 충(H)의 위치에서는 둘 다 보지 못한다.
목성이 충의 위치에 있을 때부터 4달이 지난 후부터(L부터 K까지)는 이오의 emergence를 볼 수 있고, 충의 위치에서 4달 전까지(F부터 G까지)는 이오의 immersion을 볼 수 있다. 합의 위치 주변의 5~6달은 목성이 태양과 너무 가까이 있기 때문에 식을 관찰할 수 없다. 지구와 목성이 적절한 위치에 있더라도 지구의 어떠한 지역에서는 이오의 식을 볼 수 없다; 식이 낮에 발생해 보이지 않거나 목성이 지평선 아래로 내려갔을 때 안 보이는 경우를 말한다.

### 이오의 식에 대한 관찰 기록

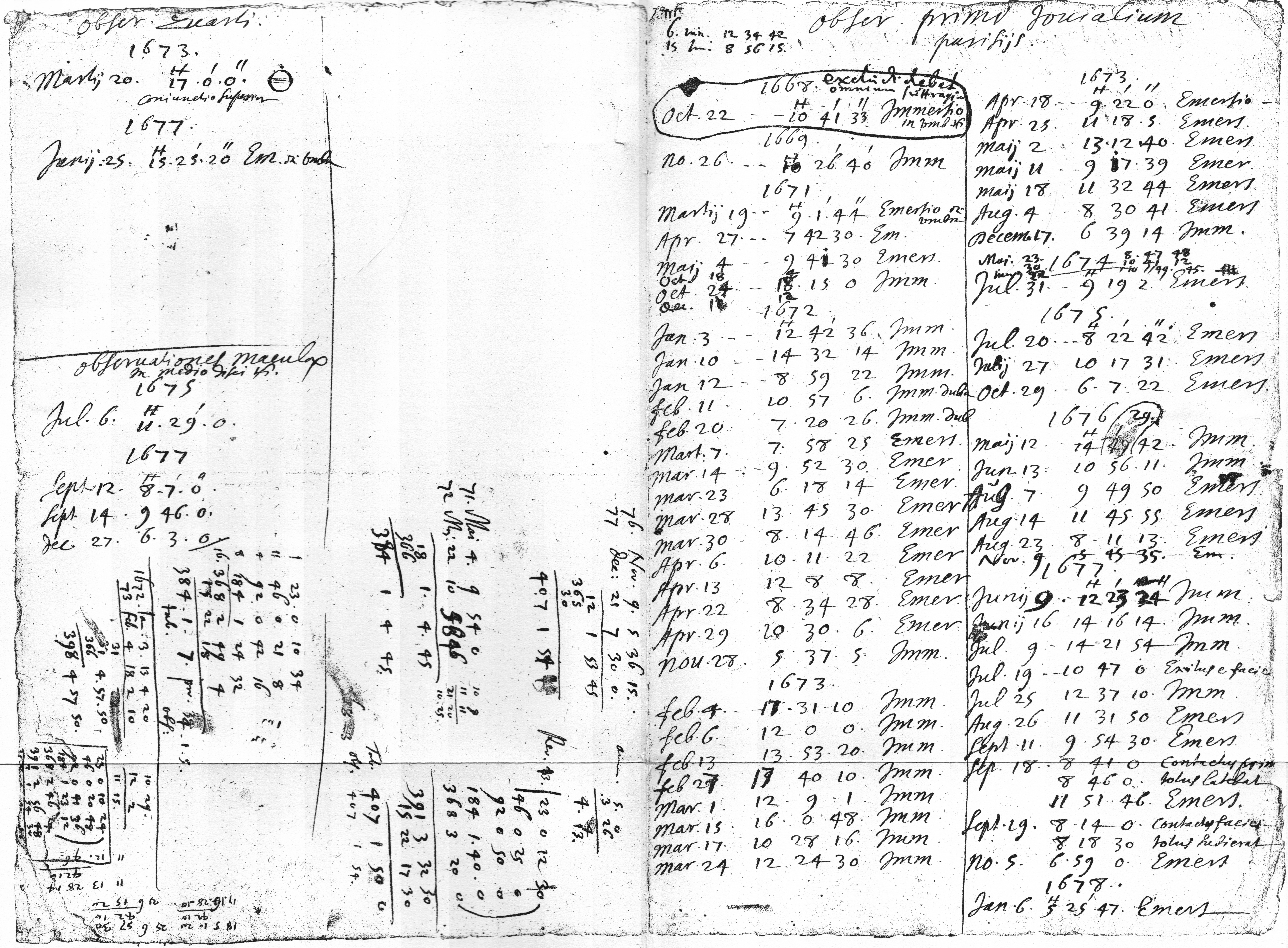
뢰머의 "메모(요약집)", 1678년 1월 이후 즈음에 쓰여졌고 1913년에 재발견되었다. 이오의 식이 나타난 시간들이 사진의 오른쪽 부분에 나타난다. 사진을 클릭하여 크게 볼 수 있다.

뢰머가 쓴 논문들은 1728년에 코펜하겐에서 불이 났을 때 대부분 없어져 버렸지만, 1668년부터 1768년까지 발생한 60번의 이오 식의 관측정보를 담은 한 개의 논문은 불타지 않고 남아있었다. 그 논문은 특히 1672년 3월 2일, 1673년 4월 2일에 충의 위치에 있을 때 식에 대한 매우 자세한 내용을 담고 있다. 뢰머는 1677년 9월 30일에 크리스티안 하위헌스에게 보내는 편지에 1671년부터 1673년의 관측자료들이 그의 계산의 기초를 만들었다고 말한다.
불타지 않은 논문은 마지막으로 관찰한 날짜인 1678년 1월 이후에 쓰여졌다. 이는 크리스티안 하위헌스에게 보내는 편지 이후에 쓰여진 것이다. 뢰머는 갈릴레이 위성의 식에 대한 정보를 나중에 다시 기억할 수 있게 기록을 하였는데, 이는 1681년에 다시 덴마크로 돌아가려는 의도가 있다고 생각된다. 그 논문에는 1676년 7월 8일 경 목성이 충의 위치에 있을 때의 자료도 포함한다.

### 첫 발표
1676년 8월 22에 카시니는 파리의 프랑스 과학 아카데미에서 이오의 식의 표에 대한 계산의 기반을 바꿀 수 있다고 발표했다.
| “ | 이 두 번째 부등식은 빛이 위성에서 우리한테까지 오는데 걸리는 시간에 의해 나타나는 것입니다. 빛은 지구의 궤도의 반지름의 거리를 지나는데 10에서 11분 정도가 걸리는 것으로 보입니다. | ” |

가장 중요한 건, 카시니가 1676년 11월 16 이오의 emergence가 이전 방식에 의한 계산 결과보다 10분가량 늦게 관측됐다 발표했던 것이다. 11월 16일 이오의 emergence에 대한 기록은 없지만, emergence는 11월 9일날 관측됐다. 이 실험적 근거를 바탕으로, 뢰머는 11월 22일 프랑스 과학 아카데미에서 그의 새로운 계산 방식을 설명했다.
프랑스 과학 아카데미에서 열렸던 모임에 관한 기록은 없어졌지만, 뢰머의 발표는 ""지식인의 잡지(Journal des sçavans)"" 12월 7일 자에 뉴스 보도로 실렸다. 이 익명의 기록은 1677년 7월 25일 런던 왕립 학회 저널(Philosophical Transactions of the Royal Society)에서 영어로 번역되고 출판되었다.

### 뢰머의 추론

#### 규모의 비교(자릿수)
뢰머는 빛의 속도는 지구의 지름에 해당하는 거리를 1초보다 훨씬 적은 시간에 지날 수 있을 정도로 빠르다는 규모의 비교 증명으로 추론을 시작한다.
위의 그림에서 점 L은목성의 두 번째 구(지구에서 봤을 때 목성과 태양 사이 각도가 90도가 되는 시점)를 나타낸다. 뢰머는 관측자가 이오의 emergence를 두 번째 구(L)에서 볼 수 있고, 이오가 목성 한 바퀴를 도는데 42.5 시간이 걸린다고 가정하였다. 그 42.5 시간 동안, 지구는 LK 만큼 목성에서 멀어졌다. : 이는 뢰머에 따르면, 지구의 지름의 210배에 해당하는 거리이다. 만약 빛이 지구의 지름의 거리를 1초에 지나간다면, LK를 지나가는 데에는 3.5 분이 걸린다. 그리고 만약 이오가 목성의 궤도를 도는 주기가 'L'에서의 emergence와 'K'에서의 emergence 간의 시간 차로서 쓰였다면, 그 값은 실제 값보다 3.5분 길 것이다.
그 후 뢰머는 똑같은 논리를 첫 번째 구(점 G)(지구가 목성을 따라서 움직일 때)에도 응용하였다. 점F에서의 immersion과 점G에서의 그 다음 immersion 사이의 시간차는 실제 이오의 주기보다 3.5 분 짧아야만 한다. 따라서, 첫 번째 구에서 측정된 이오의 주기와 두 번째 구에서의 그것은 7분의 차이가 있어야 한다. 실제론 시간 차가 없었기에, 뢰머는 빛의 속도가 '지구 지름/1초'보다 훨씬 크다고 결론내렸다.

#### 누적 효과
하지만 뢰머는 빛의 유한한 속도의 영향이 많은 관측들을 통해 늘어날 것 또한 깨달았고, 이것이 그가 파리의 프랑스 과학 아카데미에서 발표한 누적 효과이다. 이 효과는 뢰머의 1672년 봄의 관측에서 나타난다.
목성은 1672년 3월 2일에 충이었다. 3월 7일(07시 58분 25초) 과 3월 14일(09시 52분 30초) 에 첫 번째 emergence 관측이 이루어졌다. 두 관측 사이에, 이오는 목성을 4바퀴 돌았고, 42시간 28분 31.25초가 주기임을 알게 해주었다.
마지막 emergence는 4월 29일(10시 30분 06초) 에 관측되었다. 이때, 이오는 목성을 30바퀴 돌았다. 이때 나타나는 공전 주기는 42시간 29분 3초이다. 계산된 두 주기 사이에는 겨우 32초의 차이밖에 없다고 생각할 수 있지만, 이 차이는 4월 29일의 emergence가 예측된 것 보다 15분 늦게 나타났다는 것, 혹은 3월 7일과 3월 14일 사이 관측 사이에 2분의 오차가 있었음을 의미한다.

#### 예측
뢰머는 자신의 방법을 공식적으로 서술한 적이 없는데, 그 이유는 아마도 카시니와 피카드의 반대때문일 것이다. 하지만 그의 계산은 '지식인의 잡지(Journal de sçavans)의 뉴스보도와 1676년 8월 22일 카시니의 발표로 알 수 있다.
카시니는 새 표들이
태양의 실제 운동에서의 차이, 목성의 편심적인 운동에서의 차이, 그리고 이전까지 발견되지 않은 새로운 차이를 가지고 있다고
발표했다.
따라서 카시니와 뢰머는 식의 시간을 계산할 때 궤도를 원으로 근사하고, 그 후에 세 번의 정정을 통해 시간을 계산했다.
이 세 가지의 "차이"는 계산을 통해 정정될 수 있다. 그 예로, 이오의 주기는 유로파과 가니메데와의 궤도 공명으로 인해 불규칙해진다.

### 뢰머와 빛의 속도
| 월          | 일          | 시간        | 지구 위치 | 궤도 | 평균 식 시간 |       |
| ----------- | ----------- | ----------- | --------- | ---- | ------------ | ----- |
| 5           | 12          | 2:49:42     | C         |      |              |       |
| 2,750,789 s | 2,750,789 s | 2,750,789 s |           | 18   | 42.45        | 42.45 |
| 6           | 13          | 22:56:11    | C         |      |              |       |
| 4,747,719 s | 4,747,719 s | 4,747,719 s |           | 31   | 42.54        | 42.54 |
| 8           | 7           | 21:44:50    | D         |      |              |       |
| 612,065 s   | 612,065 s   | 612,065 s   |           | 4    | 42.50        | 42.50 |
| 8           | 14          | 23:45:55    | D         |      |              |       |
| 764,718 s   | 764,718 s   | 764,718 s   |           | 5    | 42.48        |       |
| 8           | 23          | 20:11:13    | D         |      |              |       |
| 6,906,272 s | 6,906,272 s | 6,906,272 s |           | 45   | 42.63        |       |
| 11          | 9           | 17:35:45    | D         |      |              |       |

뢰머는 여러 번의 시행 착오와 여러 관측 결과를 이용하여 빛의 속도를 약 212,000km/s로 계산하였다. 현재의 빛의 속도 측정값인 2.997925*10^8 m/s와 비교하였을 때 큰 오차를 가지나 최초로 빛의 속도를 정밀한 방법으로 계산하였다는 데 큰 의의를 가진다.

## 뢰머가 사용한 천문대
- 우라니보르그 천문대(오른쪽 위 사진)

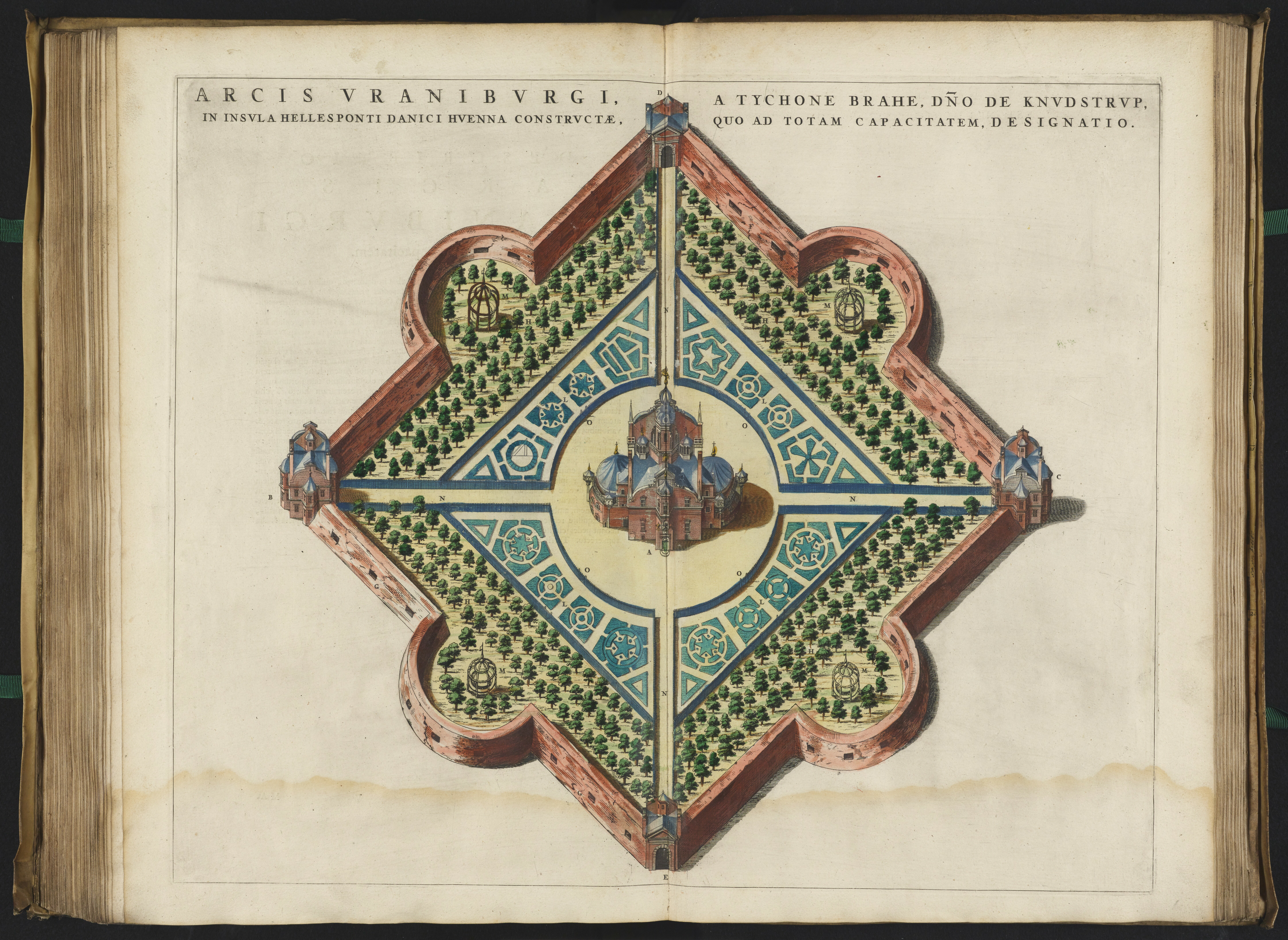
우라니부르그 천문대.

1575년 티코가 지었고 덴마크, 벤섬에 위치한 천문대로 프레데리크 왕이 하사한 곳이다. 티코는 이곳에서 많은 업적을 남겼다. 뢰머는 피카드의 조수로써 피카드가 목성의 식이 끝나는 시간을 측정할 때 도움을 주었던 곳이다.

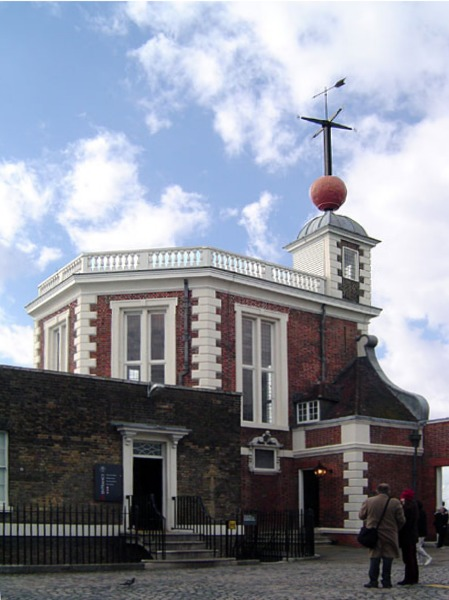
그리니치 천문대.

- 영국 그리니치 천문대(오른쪽 아래 사진)

뢰머는 파리시의 왕립 천문대(그리니치 천문대의 옛 이름)에 초청되어 그 곳에서 많은 관측을 했다.

## 뢰머 온도
1atm에서 소금물(brine)(특히 소금의 양이 50g/L이상)의 어는점을 0도로 하고 물의 끓는점을 60도로 정한 온도체계이며 기호는 °R이다. 그 후에 순수한 물의 어는점이 약 7.5도 임을 발견하고 나서는 물의 어는점을 7.5도, 물의 끓는점을 60도로 다시 정의하였다. 값은 얼마 변하지 않았지만 순수한 물의 온도를 측정하는데 더 쉬워졌다. 그러므로 이 뢰머 온도는 화씨 온도나 섭씨 온도의 100/52.5 = 40/21이다. °R이라는 기호는 란씨 온도와 혼동될 수 있으므로 Rø 을 사용하는 것을 권장한다. 화씨 온도를 발명한 다니엘 가브리엘 파렌하이트는 1708년에 뢰머를 방문했고 뢰머의 온도 체계를 보고 감명을 받아 화씨 온도 체계를 만들게 되었다.
| 온도 이름 | 단위 | 뢰머 단위로                           | 뢰머 단위에서                        |
| --------- | ---- | ------------------------------------- | ------------------------------------ |
| 켈빈 온도 | K    | [°Rø] = ([K] − 273.15) × 21⁄40 + 7.5  | [K] = ([°Rø] − 7.5) × 40⁄21 + 273.15 |
| 섭씨 온도 | °C   | [°Rø] = [°C] × 21⁄40 + 7.5            | [°C] = ([°Rø] − 7.5) × 40⁄21         |
| 화씨 온도 | °F   | [°Rø] = ([°F] − 32) × 7⁄24 + 7.5      | [°F] = ([°Rø] − 7.5) × 24⁄7 + 32     |
| 란씨 온도 | °Ra  | [°Rø] = ([°Ra] − 491.67) × 7⁄24 + 7.5 | [°R] = ([°Rø] − 7.5) × 24⁄7 + 491.67 |

## 뢰머와 관련된 사람들
- 1662년, 뢰머는 복굴절을 발견한 토마스 바르톨린의 지시로 티코 브라헤의 수기를 편집하는 일을 맡았다.
- 뢰머는 루이 14세가 왕으로 있던 프랑스 정부에 고용되어 황태자의 선생님 역할을 하였다.
- 1703년부터 1707년까지 Peder Horrebow는 뢰머의 집에서 지내며, 뢰머의 조수 역할을 하였다.
- 뢰머와 Jean Picard는 여러 달에 걸쳐 목성의 위성 이오의 식을 관찰하였다.
- 조반니 도메니코 카시니
- 크리스티안 하위헌스는 빛의 파동설을 주장하였고 그 때까지 속도가 무한하다고 여겨졌던 빛이 매우 빠르기는 하나 유한하다고 생각하였다. 그와 동료로 함께 연구하던 뢰머가 목성의 위성 이오의 식을 관찰하며 식의 시간이 다르다는 것을 알게 되었고 그로 인해 빛의 속도는 유한하다는 것이 증명되었다.
- Baptiste Joseph Delambre

## 올레 뢰머 박물관 (The Ole Rømer Museum)
올레 뢰머 박물관은 덴마크 휘예토스트루프 지방자치체(Høje-Taastrup Municipality)에 위치하는데, 이는 뢰머의 관측소를 발굴한 것이다.

## 관련된 일화들
- 코펜하겐에서 첫 가로등을 만들었고 천체관측을 정밀하게 해 주는 자오환을 발명했다.
- 뢰머는 'Empire: Total War'이라는 게임에서 신사 역할로 나온다.
- 만화책 'The Flash'에서는 뢰머의 업적을 기리기 위해 그가 사용한 방법으로 빛의 속도를 잰다.
- 라이트 판타스틱(Light fantastic) '제 2부 천상의 빛'에 빛의 속도를 측정한 뢰머의 일화가 나온다.

## 참고 문헌
- ed. by Encyclopaedia Britannica, inc., The New Encyclopaedia britannica, 15th edition, Chicago: Encyclopaedia britannica, 2007.
- ed. by Grolier Incorporated., The Encyclopedia Americana, Danbury: Grolier, 1994.
- 東亞出版社 百科事典部 편, 《東亞原色 世界大百科事典》, 서울: 東亞出版社, 1982~1983.
- 學園出版公社 事典編纂局 편, 《學園世界大百科事典》, 서울: 學園出版公社, 1993.
- Olaf (Ole) Roemer, "Démonstration tovchant le mouvement de la lumière trouvé par M. Römer de l' Académie Royale des Sciences," December 7, 1676.